# Padiiset (grand prêtre de Ptah)
Padiiset, est grand prêtre de Ptah à Memphis pendant la XXIIe dynastie sous le règne de Sheshonq III.
| G36 · r | S42 | U24 | A21 · O29 | N35 · G20 | T14 | A3 · Z2 | G40 | X8 | Q1 | X1 · X1 | A52 |

| G36 · r | S42 | U24 | A21 · O29 | N35 · G20 | T14 | A3 · Z2 | G40 | X8 | Q1 | X1 · X1 | A52 |

## Généalogie
Fils du grand prêtre de Ptah Takélot, Padiiset est donc le petit-fils du prince Sheshonq par son père mais également du roi Osorkon II par sa mère Tjesbastperet. Sans doute en raison de ce lignage le rapprochant comme son père de la famille régnante, il porte également le titre de « Grand chef des Mâ » et lui succèdera à la charge de grand pontife memphite.
Padiiset nous est connu essentiellement par deux stèles retrouvées au Sérapéum de Saqqarah, érigées par ses enfants et qui nous livrent de précieuses informations généalogiques, bien qu'incomplètes, notamment en ce qui concerne les femmes de cette lignée de grands prêtres de Memphis.
Les deux stèles, conservées au Musée du Louvre, font référence aux procès verbaux des enterrements de deux taureaux Apis. L'un en l'an 28 du règne de Sheshonq III, l'autre en l'an 2 de son successeur Pimay.
Le procès-verbal de cette dernière stèle s'achève sur la durée de vie du dieu taureau, incarnation vivante de Ptah :

« Il (Apis) a été introduit dans le Houtkaptah auprès de son père Ptah qui est au Sud de son Mur par le grand pontife, prêtre sem, le grand chef des Méchouech, Padiiset, fils du grand pontife, prêtre sem, grand chef des Méchouech, Takélot, qu'a conçu la fille du roi de sa chair qu'il aime Tjesbastperet, en l'an vingt-huit le deuxième mois de la saison-akhet, le premier jour. L'existence accomplie de ce dieu est donc de vingt-six ans. »

— Olivier Perdu, Les stèles du Sérapéum et l'histoire dynastique, p. 156.
Cette précision nous permet d'envisager que Padiiset exerça son pontificat pendant toute cette période. Étant qualifié de juste de voix ou justifié sur la stèle de l'an 2 de Pimay, il est en tout cas certain qu'il est décédé peu de temps avant l'Apis dont il a eu la garde pendant son pontificat, les cérémonies ayant été assurées par l'un de ses fils qui lui succède à la charge de grand prêtre de Ptah.
Au cours de sa vie il a eu au moins trois épouses qui lui donnent chacune un fils qui occupent et héritent chacun de fonctions sacerdotales au temple de Ptah. Parmi ses épouses seule Tairy nous est connue grâce aux stèles du Sérapéum, les noms des deux autres épouses n'ayant été conservés que partiellement. De ces unions est née également une fille, nommée Tapéret, sans que l'on puisse déterminer quelle fut sa mère parmi les trois épouses, le bloc mentionnant son existence étant muet sur ce point.

## Sépulture

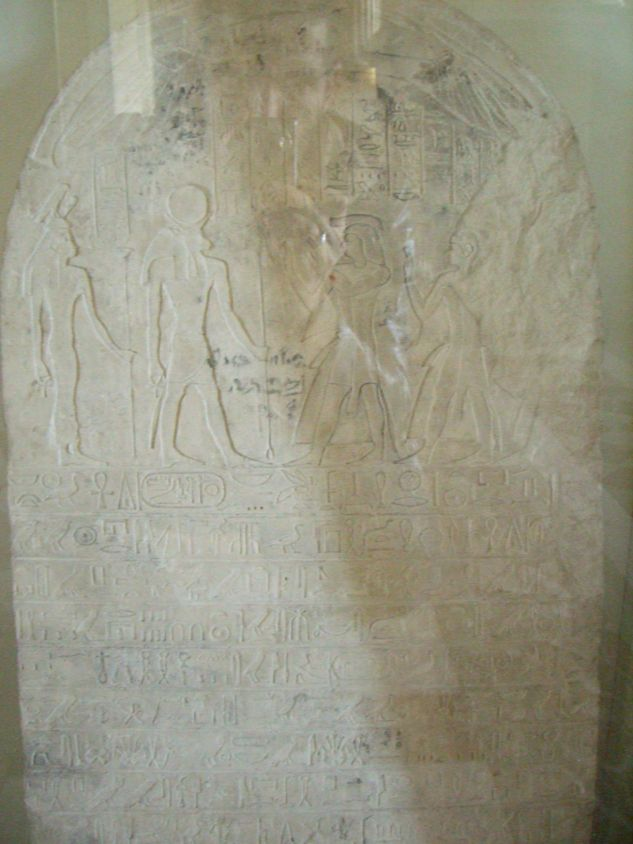
Stèle de l'Apis enterré en l'an 2 de Pimay par Padiiset - Musée du Louvre

À partir de 1942, Ahmed Badawy découvre à l'ouest du grand temple de Ptah de Memphis la nécropole des grands prêtres de Ptah de la Troisième Période intermédiaire. Parmi les tombeaux mis au jour figurent ceux du père et du grand-père de Padiiset.
C'est également dans cette nécropole qu'a été retrouvé le tombeau de Padiiset qui a livré un mobilier funéraire en assez bon état consistant en un sarcophage momiforme en argent, représentant le grand prêtre coiffé d'une lourde perruque et portant la barbe osirienne, un coffre à canopes avec ses vases d'albâtre ainsi qu'un lot d'ouchebtis à son nom.
L'ensemble est conservé au Musée du Caire.